# Lufussa
Luz y Fuerza de San Lorenzo Sociedad Anónima (conocido como Lufussa) es una empresa de energía de Honduras creada en 1994, poco después de que el país permitió el desarrollo de las centrales de propiedad privada. Fundada por los hermanos Eduardo Kafie, Schucry Kafie y Luis Kafie, es uno de un pequeño número de power plants substancial en el país, con una capacidad instalada de 390 MW de tres plantas principales.

## Historia
En 1993, durante el gobierno de Rafael Leonardo Callejas, Honduras hizo posible para las empresas privadas proporcionar energía térmica en el país. En 1994, Lufussa fue establecida como una empresa de energía, y Carlos Roberto Reina aprobó un contrato de 10 años y Lufussa. en 1997, Lufussa fue uno de tres empresas de trece competidores precalificados a pujar por un contrato del gobierno de 60 megavatios, partir en última instancia el contrato con otra compañía energética hondureña EMCE. nuevos contratos adjudicados mediante licitación pública fueron firmados bajo las administraciones de Carlos Flores y Ricardo Maduro. En marzo de 2014, Lufussa negoció un acuerdo con el gobierno de Honduras para proporcionar 30 megavatios de energía al país en los próximos dos años, con la producción de las centrales involucradas siendo exclusivo a Honduras.
En octubre de 2015, un cónclave internacional organizado por el Colegio de Ingenieros Mecánicos, Eléctricos y Químicos de Honduras visitó centrales regionales de Lufussa para examinar la tecnología termoeléctrica en Honduras. de junio de 2017, Lufussa afirma una capacidad instalada de 390 MW, en tres plantas - Pavana I (39.5 MW, terminó 1995), II (82 MW, terminó 1999) y III (267.4 MW, terminado agosto de 2004). Pavana III representa la mayor inversión privada en el país.

## Actividades de caridad

### Protección del medio ambiente
LUFUSSA soporta una variedad de actividades caritativas en Honduras. En cuanto a la protección del medio ambiente, Lufussa participa en el programa de reforestation nacional hondureño, y conservación de sea turtle en el Golfo de Fonseca.
En el año 2016, Lufussa entregó 200.000 árboles al Gobierno de Honduras como parte del programa de reforestación. en junio de 2017, Lufussa entró en un acuerdo con el alcalde de El Picacho para entregar una nueva guardería municipal de la ciudad, con los recursos necesarios para producir un adicional 112.000 árboles por año para la reforestación en el distrito. con respecto a la preservación de tortugas marinas, Lufussa ha apoyado este esfuerzo desde 2011, y en 2016 la empresa entrega 675 comidas a voluntarios asegurando mar huevos de tortuga en campamentos en Punta Ratón, Boca de Río Viejo, Cedeño y Carretales.

### Desarrollo comunitario
En apoyo de la comunidad hondureña, Lufussa apoya los esfuerzos de la construcción en cooperación con la organización no gubernamental Honduras Outreach Inc. (HOI), y una brigada médica para atender a personas de bajos ingresos en norte de Honduras, incluyendo también la Región de Choluteca. en el año 2016, fuerza voluntaria de Lufussa y Brigadistas de HOI construcción 2 letrinas y 3 cuartos de baño, instalación pisos de concreto en 7 casas e instalación 2 cocinas ecológicas en las comunidades de Guanacastillo, El Tambor y Aguacaliente, en el sur del país. También proporcionaron más de 50 juegos completos de ropa de cama para el Hospital Regional del Sur desde 2011, Lufussa también lleva a cabo programa de "Viviendas saludables" en las comunidades de El Tambor, Guanacastillo, Pavana y Aguacaliente, remodelación de 167 casas cambiar pisos de tierra cemento finamente acabados, reduciendo las incidencias de la enfermedad. El bridgade médica, con la participación de 29 médicos estadounidenses actuando en coordinación con Lufussa voluntarios, ha tratado a cientos de personas en Pavana Centro y Guanacastillo. desde diciembre de 2014, Lufussa ha organizado un marathon anual de la ciudad de Choluteca, Honduras, con el objetivo de recaudar fondos para causas benéficas en el área. En 2014, 150 mil lempiras fueron levantados para el Hospital del Sur, y en 2015 se hizo una donación de 175 mil lempiras a la escuela "Enrique Elizalde" para ciegos.